# Iotyrris conotaxis
Iotyrris conotaxis is een slakkensoort uit de familie van de Turridae. De wetenschappelijke naam van de soort werd voor het eerst geldig gepubliceerd in 2018 door Abdelkrim, Aznar-Cormano, Buge, Fedosov, Kantor, Zaharias en Puillandre.